# بطالة احتكاكية

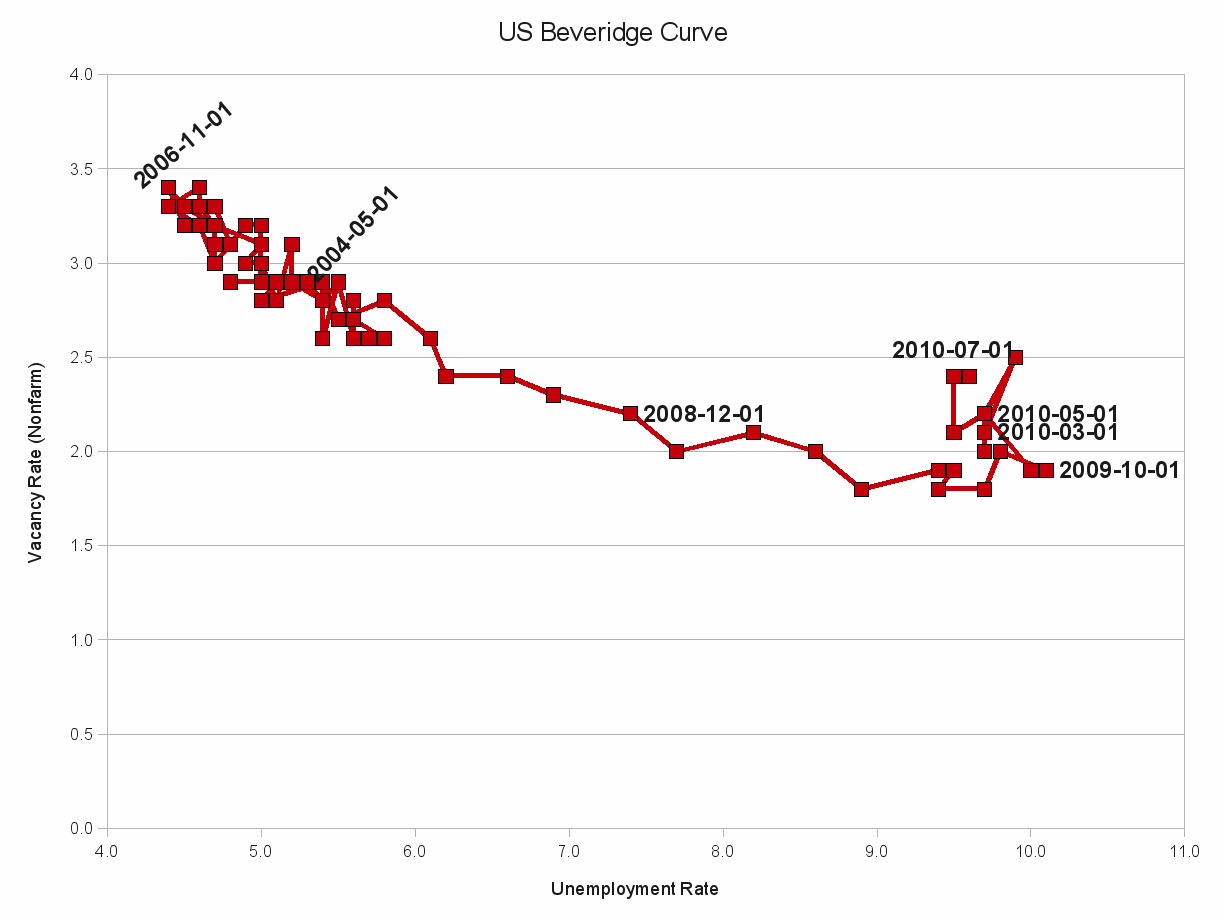

البطالة الاحتكاكية (بالإنجليزية: Frictional unemployment)‏ وتسمى أيضاً ببطالة التنقل هي نوع من أنواع البطالة المؤقتة (لفترة زمنية قصيرة). تحدث في الفترة الزمنية من بين التقديم على وظيفة (من قبل العامل) والقبول والتوظيف (من قبل الشركة)، أو عند التنقل من وظيفة إلى أخرى.

## من قبل العامل
تحدث البطالة الاحتكاكية بسبب الوقت المتخذ من العامل عندما يبحث عن عمل ايا كان جديداً في القوة العاملة ام باحثاً عن وظيفه أخرى بعد ترك وظيفته القديمة (ليس جديداُ في القوة العاملة)

## من قبل الشركة (أو الحكومة)
الوقت المتخذ في الاستطلاع على ملف المقدم والاستطلاع على قدراته والتأكد انها توازن متطلبات الشركة.

## مصطلحات أخرى
- بطالة الشباب
- بطالة مقنعة
- البطالة